# Twin Lakes (Nou Mèxic)
Twin Lakes (navaho Tsénáhádzoh) és una concentració de població designada pel cens dels Estats Units a l'estat de Nou Mèxic. Segons el cens del 2000 tenia 1.069 habitants.

## Demografia
Segons el cens del 2000, Twin Lakes tenia 1.069 habitants, 277 habitatges, i 221 famílies. La densitat de població era de 45,9 habitants per km².
Dels 277 habitatges en un 49,8% hi vivien nens de menys de 18 anys, en un 40,8% hi vivien parelles casades, en un 27,4% dones solteres, i en un 20,2% no eren unitats familiars. En el 18,4% dels habitatges hi vivien persones soles el 5,8% de les quals corresponia a persones de 65 anys o més que vivien soles. El nombre mitjà de persones vivint en cada habitatge era de 3,86 i el nombre mitjà de persones que vivien en cada família era de 4,42.
Per edats la població es repartia de la següent manera: un 40,1% tenia menys de 18 anys, un 10,9% entre 18 i 24, un 28,3% entre 25 i 44, un 14,9% de 45 a 60 i un 5,8% 65 anys o més.
L'edat mediana era de 24 anys. Per cada 100 dones de 18 o més anys hi havia 90,5 homes. El segons el cens dels Estats Units de 2010 el 99,16% dels habitants són nadius americans.
La renda mediana per habitatge era de 19.618 $ i la renda mediana per família de 30.417 $. Els homes tenien una renda mediana de 26.932 $ mentre que les dones 22.083 $. La renda per capita de la població era de 8.233 $. Aproximadament el 27,5% de les famílies i el 29,4% de la població estaven per davall del llindar de pobresa.

## Poblacions més properes
El següent diagrama mostra les poblacions més properes.